# Las Nutrias
Las Nutrias is een plaats in het Argentijnse bestuurlijke gebied Lobería in de provincie Buenos Aires.